# Kulturutredningen
Kulturutredningen var en svensk statlig kommitté som tillsattes av Sveriges regering i juni 2007 och som framlade sitt betänkande (SOU 2009:16) i februari 2009. 

## Uppdrag
Kommitténs uppdrag var att "se över kulturpolitiken, dess inriktning och arbetsformer och att lämna förslag om de förändringar som följer av kommitténs överväganden".
Kommittén fick i sina direktiv att bland annat överväga:  
- behovet av förändringar i de nationella målen för kulturpolitiken
- möjligheterna till utveckling och förnyelse av det kulturpolitiska samspelet mellan staten, landstingen och kommunerna
- möjligheten att tydliggöra statens långsiktiga uppgifter och åtaganden inom kulturområdet
- förutsättningarna för att bredda ansvaret för kulturverksamheter i samhället både hos offentliga organ och enskilda organisationer
- prioriteringar av statens insatser bland annat för hur kulturpolitiken kan samspela med andra relevanta samhällsområden
- (former för) den statliga förvaltningsorganisationen inom kulturområdet, det statliga institutionsväsendet och de statliga stödordningarna.

## Sammansättning
Ordförande var Eva Schwarz Grimaldi och ledamöter Jonas Anderson, Birgitta Englin, Mats Sjöstrand och Rasoul Nejadmehr. Huvudsekreterare var under kommitténs första år Keith Wijkander, och från augusti 2008 till februari 2009 Maria Eka.

## Huvudpunkter i kulturutredningens förslag
- justering av de kulturpolitiska målen, bland annat innebärande att tidigare delmål om att kulturpolitiken ska motverka "kommersialiseringens negativa effekter" slopas
- konstens samhällsnytta betonas mer än tidigare
- kulturpolitik ska också integreras inom andra politikområden
- större medverkan i och makt över genomförandet av kulturpolitiken för myndigheterna på läns- och regionnivå
- färre centrala statliga myndigheter inom kulturområdet

## Förslag till omorganisation av statliga kulturmyndigheter
En stor del av betänkandet rörde organisatoriska förändringar inom den statliga kultursektorn. Dessa berörde bland annat Kungliga biblioteket, Riksarkivet, landsarkiven, Riksantikvarieämbetet, Riksutställningar, Rikskonserter, Statens kulturråd, Statens konstråd, Arkitekturmuseet, Konstnärsnämnden, Styrelsen för Sveriges Bildkonstnärsfond, Sveriges författarfond och Nämnden för hemslöjdsfrågor.
Förslaget till omorganisation innebar att de statliga myndighetsuppgifterna skulle samlas i tre myndigheter:
- en myndighet för arkiv och bibliotek. En sådan ska bildas i två steg. I en första omgång bildas ett arkivverk av Riksarkivet och landsarkiven och i en andra omgång 2014 bildas en större myndighet av det nya arkivverket och Kungliga biblioteket.
- en myndighet för kulturarvsfrågor. I denna ska ingå Riksantikvarieämbetet, Riksutställningar, Nämnden för hemslöjdsfrågor, Statens konstråd och Arkitekturmuseet.
- en myndighet för (finansiering av) konstarterna. I denna ska ingå viss del av verksamheten inom Statens kulturråd och Rikskonserter samt verksamheten inom Statens konstråd, Konstnärsnämnden, Sveriges författarfond och Styrelsen för Sveriges Bildkonstnärsfond.

En del av Statens Kulturråds verksamhet föreslogs övergå till den nya myndigheten för konstarterna, som bland annat skulle finansiera det centralt fördelade stödet. Kvarvarande del av Kulturrådet föreslogs behållas under befintligt namn och tilldelas en ny roll. Kulturrådet skulle dels hantera den del av det statliga stödet som distribueras regionalt enligt den nya "portföljmodellen", dels vara en stabsmyndighet för regeringen (ge underlag, göra uppföljningar med mera).

## Genomgång av kommitténs förslag
Kulturutredningen lämnade sina förslag under tio rubriker:
- nya mål för kulturpolitiken
- en annan roll för staten
- ett breddat politikområde
- fokus på de offentliga arenorna
- samspel med civilsamhälle och folkbildning
- kulturpolitik som aspektpolitik
- portföljmodell för samspel mellan stat, kommuner och landsting
- ny strategi för stöd till kulturskapande
- arkitektur för en förnyad kulturpolitik
- ny syn på institutionerna

### Nya mål för kulturpolitiken
| ” | Den nationella kulturpolitiken ska, med utgångspunkt i demokrati och yttrandefrihet, bidra till samhällets utveckling genom att främja öppna gemenskaper och arenor som är tillgängliga för var och en. Den ska möjliggöra kommunikation mellan olika individer och grupper, skapa förutsättningar för kulturupplevelser och bildning samt verka för att alla ges möjlighet att fritt utveckla sina skapande förmågor. Statliga myndigheter och institutioner ska, utifrån arten av sina uppgifter och ansvarsområden, arbeta för - att främja mångfald, kulturell pluralism och internationellt samspel, - att stödja konstnärligt skapande och ge plats för konstens förmåga att gestalta, bryta mönster och vidga det möjligas rum, - att kulturarvet bevaras, brukas och tolkas, - att kulturell kompetens och kreativitet används för att bidra till en socialt, miljömässigt och ekonomiskt hållbar utveckling, - att information och kunskaper görs tillgängliga och förmedlas. Målen bör vara vägledande för offentlig kulturpolitik även utanför det statliga området | „ |

### En annan roll för staten
Statens roll beträffande kulturpolitiken sågs av kommittén fortfarande som den enskilt viktigaste aktöreren, men behovet av medverkan av andra intressenter, också utanför den offentliga sektorn, betonas. Staten bör vara drivande och samordna med andra aktörer.

### Ett breddat politikområde
Kommittén rekommenderade regeringen att integrera kulturpolitiken i "ett bredare politiskt sammanhang", men avstod från att närmare utreda denna frågeställning.

### Fokus på de bredare arenorna
Kommittén såg värnandet av mångfald och behovet av arenor för interkulturell kommunikation som en stor utmaning för kulturpolitiken.
För detta behövs många olika slags arenor, varv särskilt samlingslokaler utpekas. Kommittén pekade på att kulturpolitiska insatser normalt har en kommunikativ aspekt och syftar till att skapa bra arenor för "det offentliga samtalet".

### Samspel med civilsamhälle och folkbildning
För att åstadkomma en närmare knytning mellan folkbildning och kulturpolitik föreslog kommittén regeringen att ta initiativ till en kulturpolitisk dialog mellan staten, civilsamhällets organisationer och Sveriges kommuner och landsting.

### Kulturpolitik som aspektpolitik
Kommittén påpekade att kulturpolitiken har verkningar långt utöver själva kulturpolitikens område. Den föreslog att kulturpolitiken som en väsentlig del betonar samspelet mellan "kulturpolitikens kulturverksamheter" och verksamheter inom andra samhällsområden. Utgångspunkten bör enligt kommittén vara det bidrag till samhällsutvecklingen i stort som kan lämnas av kulturområdets aktörer.
Kommittén framför förslag inom prioriterade områden för kulturpolitiken att samspela med:
- utbildningsväsendet
skolan
att estetisk verksamhet även fortsättningsvis ska vara ett obligatoriskt inslag i grundskolan
att skolbibliotekens förutsättningar förbättras genom en samordnad bibliotekspolitik
att förändringar görs i lärarutbildningen för att bättre integrera kultur och konst i skolundervisningen
högre utbildning och forskning och eftergymnasial utbildning för kulturområdet
att införa mer av ekonomisk, entreprenöriell och pedagogisk kunskap i utbildningsplanerna
kulturföretagande och entreprenörskap
att de nya kulturmyndigheterna ska samverka med Tillväxtverket och Myndigheten för Tillväxtpolititiska utvärderingar och analyser i frågor som rör "kulturföretagande och entreprenörskap samt kreativa och kulturella näringar", framför allt för att formulera ett nationellt program för kreativa och kulturella näringar.
- regional tillväxt
att de nya kulturmyndigheterna ska engagera sig i frågan om kultur och regional tillväxt, genom statistik, forskning, metodutveckling med mera
- kultur och hälsa
att den nya myndigheten för konstarterna ges ett särskilt ansvar för att "tillgängliggöra nya arbetsmetoder och goda exempel på området kultur och hälsa till relevanta aktörer"
- kultur och miljö
att den nya myndigheten med ansvar för samtid, historia och livsmiljö ges ett särskilt ansvar för att "sammanställa och förmedla kulturområdets insatser på miljöområdet till relevanta aktörer"
att den nya myndigheterna med ansvar för arkiv och bibliotek ges i uppdrag att tydliggöra "den viktiga roll som arkiv och bibliotek har som offentliga samlingspunkter för samhällsinformation"

Beträffande integrationspolitiken pekade kommittén på att dess mål överensstämmer med de mål som föreslås för kulturpolitiken. Kulturpolitiken bör bidra till social inkludering där mångfald av olika art uppfattas som tillgångar för samhället.

### Portföljmodell för samverkan mellan stat, landsting och kommuner
Kommittén föreslog vad man kallade en "portföljmodell" för samverkan inom den offentliga sektorn, innebärande att staten avstår från detaljföreskrifter för statliga kulturella stödmedel som lämnas till den regionala nivån.

### Ny strategi för stöd till kulturskapande
Beträffande framtida kulturstöd från central nivå föreslog kommittén mer generellt utformade stöd. Detta förslag sammanhängde med förslaget om att slå samman ett antal mindre myndigheter till en "myndighet för konstarterna".

### Arkitektur för en förnyad kulturpolitik
Kommittén föreslog en förvaltningsomorganisation, innebärande att ett stort antal statliga myndigheter inom kulturområdet förs samman i tre myndigheter för vardera:
- en sfär för frågor om arkiv, bibliotek och språk
- en sfär för frågor om samtid, historia och livsmiljö
- en sfär för konstarterna

### En ny syn på institutionerna
Kommittén föreslog
- en ny styrningsmodell på försök för kulturinstitutionerna (fleråriga verksamhetskontrakt)
- att de tre föreslagna sammanslagna myndigheternas uppgifter ska inkludera utvecklingsfrågor för institutionerna
- att en särskild utredning görs om institutionernas uppdrag och organisation
- att en översyn görs om en institutionell hemvist för den romska kulturen

## Samordning av museer
Parallellt, men i nära samarbete med Kulturutredningen, arbetade en statlig enmansutredning om museisamordning. Utredaren, Christina von Arbin, föreslog att en funktion som koordinator för de svenska museerna inrättas och att denna placeras inom den av kulturutredningen föreslagna myndigheten för kulturarvsfrågor.

### Fotnoter
1. ↑  Direktiv 2007:99 Kulturpolitikens inriktning och arbetsformer
2. ↑  Betänkandet Kraftsamling! - museisamverkan ger resultat, SOU 2009:15